# Henry Briggs

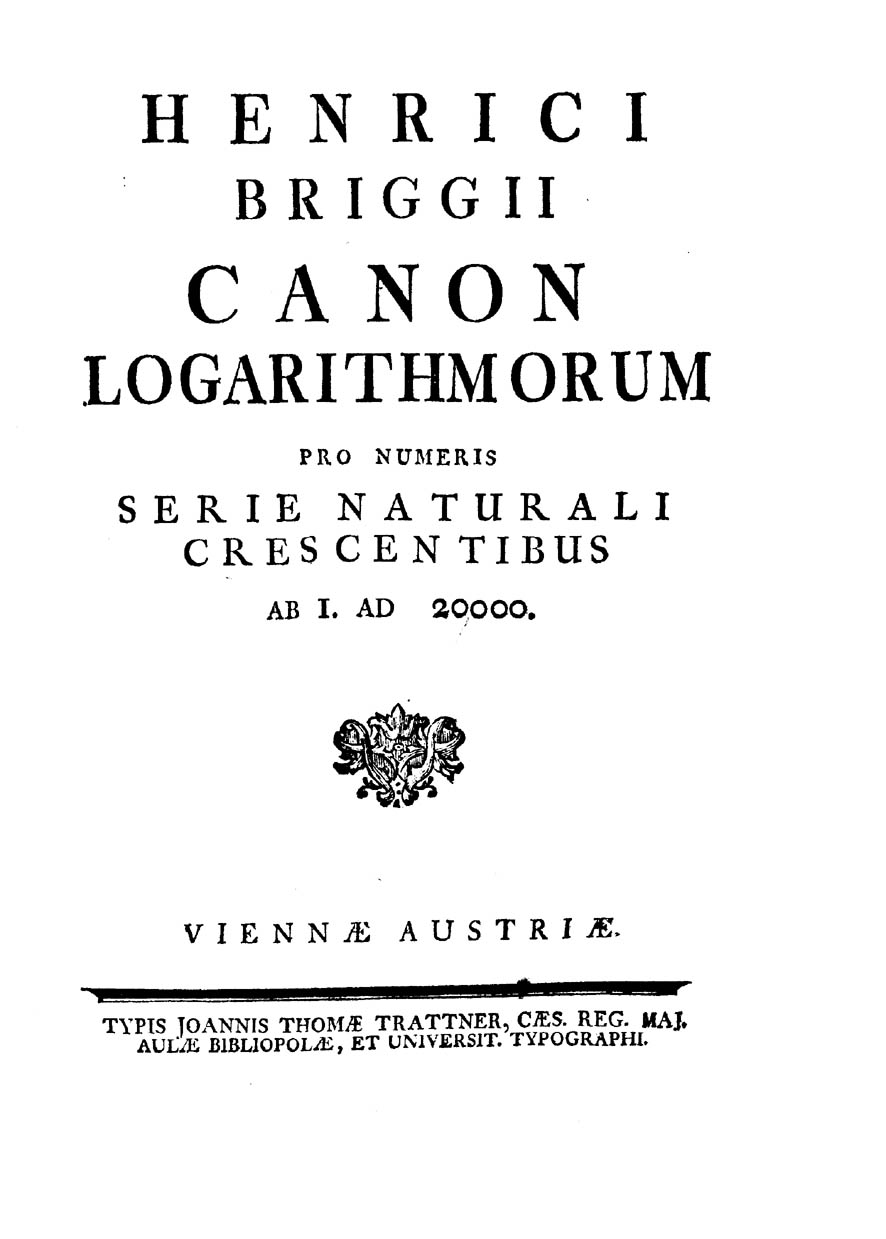
Canon logarithmorum

Henry Briggs, Familienname auch Bridge oder Brigs, (* Februar 1561 in Warleywood bei Halifax (West Yorkshire); † 26. Januar 1630 in Oxford) war ein englischer Mathematiker.

## Leben und Wirken
Briggs studierte seit 1577 in Cambridge, wurde 1581 Bachelor of Arts, 1585 Master of Arts und 1588 Fellow des St John’s College, Cambridge. Im Jahr 1592 wurde er Examinator für das Fach Mathematik, bald darauf Dozent für medizinische Vorlesungen („Reader of the Physic Lecture founded by Dr Linacre“) am Royal College of Physicians of London und 1597 erster Professor der Geometrie am Gresham College in London.
Zur Zeit von Briggs hatten die großen Universitäten Oxford und Cambridge ihre wissenschaftliche Bedeutung weitestgehend verloren und waren in mittelalterlichen Vorstellungen von Wissenschaft (Aristoteles, Galen etc.) stehengeblieben. Als aufstrebende Seemacht benötigte England jedoch dringend die Verbreitung und Entwicklung modernster mathematischer Techniken zur Navigation, so dass Thomas Gresham ein College stiftete, in dem verschiedene Professoren „in their mother tongue“ – also in englischer Sprache – öffentliche Vorlesungen zu modernen Themen halten sollten.
In Gresham College bildete Briggs die Keimzelle eines Kreises von modernen Copernikanern, unter ihnen der berühmte Navigator und Angewandte Mathematiker Edward Wright, der Naturphilosoph William Gilbert, der Popularisator wissenschaftlicher Ideen Thomas Blundeville und andere. Es entsteht Gilberts epochales Werk „De Magnete“, an dem Wright und Briggs einigen Anteil hatten. In dieser Zeit hat sich Briggs intensiv mit Fragen der Navigation auseinandergesetzt. Einige seiner Arbeiten findet man in Wrights „On Certain Errors in Navigation“ und in Blundevilles Büchern.
Als 1614 John Napier ein Werk über Logarithmen veröffentlichte, erkannte Briggs sogleich deren Bedeutung. Bereits bei einem Besuch bei Napier in Schottland im Jahr 1615 schlug er vor, für die Logarithmen die Basis 10 zu Grunde zu legen. Daher heißen die Logarithmen zur Basis 10 auch Briggssche Logarithmen beziehungsweise dekadische Logarithmen. Von da an beschäftigte Briggs sich intensiv mit der Berechnung von Logarithmen, und in weniger als sieben Jahren bestimmte er 30.000 Logarithmen bis auf 14 Dezimalstellen. Seine eigentlichen Leistungen auf diesem Gebiet liegen in einer bahnbrechenden neuen Berechnungsmethode der Logarithmen über fortgesetztes Wurzelziehen. Dabei hat er nicht nur die Differenzenrechnung begründet [?? siehe  Jost Bürgi], sondern auch das Newtonsche Binomialtheorem für den Spezialfall Exponent 0,5 entdeckt.
In Oxford stiftete Henry Savile zwei Lehrstühle, und zwar für Geometrie und Astronomie. 1619 wurde Briggs erster Savilian Professor of Geometry am Merton College in Oxford. Neben den Arbeiten an den Logarithmen hat er sich mit der Kartographie Nordamerikas befasst, mit Schiffbauplänen und dem Bau eines Kanals.
Henry Briggs wurde in der Kapelle des Merton College beigesetzt. Typisch für einen Puritaner ist die gänzlich schmucklose Grabplatte, die lediglich die Inschrift „Henricus Briggius“ trägt. Er war sicherlich einer der größten Mathematiker seiner Zeit und als Träger und Verbreiter moderner Wissenschaftsideen in England nicht zu unterschätzen.

## Ehrungen
Der Briggs Peak, ein Berg in der Antarktis, sowie der Mondkrater Briggs sind nach ihm benannt.

## Schriften
- Thomas Blundeville: The Theoriques of the seuen Planets, shewing all their diuerse motions, and all other Accidents, called Passions, thereunto belonging. Whereunto is added by the said Master Blundeuile, a breefe Extract by him made, of Magnus his Theoriques, for the better vnderstanding of the Prutenicall Tables, to calculate thereby the diuerse motions of the seuen Planets. There is also hereto added, The making, description, and vse, of the two most ingenious and necessarie Instruments for Sea-men, to find out therebye the latitude of any place vpon the Sea or Land, in the darkest night that is, without the helpe of Sunne, Moone, or Starre. First inuented by M. Doctor Gilbert, a most excellent Philosopher, and one of the ordinarie Physicians to her Maiestie: and now here plainely set down in our mother tongue by Master Blundeuile. London 1602. (Enthält Briggsche Polhöhentafel und seine Beschreibung und Berechnung zu einem Gerät zur Bestimmung der magnetischen Neigung nach Gilbert.)
- Edward Wright: Certaine Errors in Navigation Detected and Corrected with Many additions that were not in the former edition as appeareth in the next pages. London 1602. (Enthält weitere Tafeln zur Navigation, die von Briggs berechnet wurden.)
- Logarithmorum chilias prima. 1618. (erste Vorstellung seines neuen Logarithmensystems)
- Arithmetica logarithmica. London 1624. (Logarithmentafel der Zahlen von 1 bis 20.000 und von 90,000 bis 100,000 mit 14 Dezimalstellen)
- Trigonometria britannica. Gouda 1633. (Tafel der Logarithmen der Sinus und Tangenten durch alle Hundertteile eines Grades auf 14 Dezimalstellen, zugleich mit einer Tafel der Sinus, Tangenten und Sekanten)